# Émile-Arthur Thouar
Émile-Arthur Thouar est un explorateur français, né le 14 juillet 1853 à Saint-Martin de Ré dont on ignore le lieu et la date exacte de décès, entre 1915 et 1921.

## Biographie
Fils d'un artisan bourrelier, il est élève au lycée de La Rochelle et, à 20 ans, employé à la Banque de France à Reims, où il épouse la fille d'un grainetier, Blanche Douté, dont il aura deux enfants : Marcel Jules en 1879, décédé à l'âge de dix-huit mois et Marcelle Juliette, en 1881. Il divorcera de Blanche Douté en 1885.
En 1879, il entreprend un périple d'un an aux Antilles et en Amérique du Sud. En 1881, il effectue une seconde mission en Équateur, Colombie et Venezuela. De retour en avril 1882, il repart pour l'Amérique du Sud en septembre. En avril 1883, il est à Santiago du Chili où le consul de France le sollicite pour retrouver d'éventuels survivants de la mission du Dr Jules Crevaux, massacrée en mars 1882 par les indiens Toba aux confins de la Cordillère des Andes et ramener en France les dépouilles des victimes, ainsi que d'éventuels résultats de leurs recherches. Son expédition le mène dans le désert du Gran Chaco où il ne trouve que quelques vestiges de la mission Crevaux et apprend qu'il n'y a aucun survivant du massacre. Il profite de cette mission pour étudier la navigabilité du fleuve Pilcomayo qui permettrait d'offrir à la Bolivie un débouché sur l'océan Atlantique.
Le 2 mai 1884, après son retour en France, il est reçu par le président du Conseil Jules Ferry. Ferdinand de Lesseps lui remet la médaille de la Société de géographie de Paris et le décore des palmes académiques.
Thouar effectue une nouvelle expédition pour le gouvernement argentin au second semestre 1885, explorant le delta du Pilcomayo.
En février 1886, tandis qu'il se repose de cette épuisante mission à Buenos Aires, le président bolivien Gregorio Pacheco lui confie le soin d'étudier la construction d'une route terrestre reliant la Bolivie au Paraguay qui manque de se terminer tragiquement, en octobre 1887. En 1889, il effectue encore deux courtes missions en Argentine.
À partir de 1890, on dispose de peu d'informations sur l'existence de Thouar. Il prononce des conférences sur ses explorations devant plusieurs Sociétés de Géographie, publie des articles dans la presse et un livre Explorations dans l'Amérique du Sud. Il affirme partout que le Pilcomayo est un fleuve navigable, ce qui se révélera inexact. L'explorateur exerce alors des activités professionnelles très diverses. Il fonde notamment un syndicat agricole à La Tranche-sur-Mer et en crée, en 1898, une société exportant des allumettes vers la Colombie.
Le 26 avril 1898, il épouse à Paris Jeanne-Marie-Adèle Groslevin (née le 7 novembre 1864 à Avesnes-sur-Helpe). Les époux se seraient connus en Argentine.
De 1904 à 1908, Thouar est le correspondant à Caracas du quotidien parisien Gil Blas. Il y publie une quarantaine d'articles vantant les mérites du dictateur Cipriano Castro qui préside aux destinées du Venezuela. Il se rendra plusieurs fois en Argentine au cours des années suivantes.
On ignore le lieu et la date du décès de Thouar. Lors du premier mariage de sa fille Marcelle Juliette en 1906, Émile-Arthur est déclaré « disparu » dans le sens où on apprend qu'il n'est plus en relation avec celle-ci. Un passeport lui a été délivré en 1915 par le consulat de France à Buenos Aires et en 1921, sa femme était déclarée veuve. Thouar est donc décédé entre 1915 et 1921, probablement en Amérique latine. Comme pour Nicolas Baudin, c'est pourtant sur la terre de ses exploits qu'il reçoit un hommage. Le gouvernement bolivien décide en effet de donner son nom à une future colonie du Gran Chaco mais cette ville nouvelle ne verra jamais le jour.
Thouar est chevalier des Palmes académiques et commandeur de l'Ordre de Bolivar.

## Sources
- Dictionnaire de l'Ile de Ré, par Hervé Roques, Editions Sud-Ouest.
- Émile Arthur Thouar, de l'île de Ré à la jungle bolivienne par Didier Jung, Le Croît vif, 2017.

## Œuvres
- À travers le Grand Chaco : Chez les Indiens coupeurs de têtes 1883-1887, Phebus, 1991
- A la recherche de la mission Crevaux, Hachette, 1884
- Arthur Thouar, Explorations de l'Amérique du Sud, Paris, Librairie Hachette et Cie, 1891, 421 p. (lire en ligne)